# Pierre Augier
Pierre Augier, né à Manosque (Alpes-de-Haute-Provence) le 6 mai 1910 et mort à Pertuis (Vaucluse) le 5 août 1963, est un homme politique français. Il est décédé en cours de mandat de maire de Pertuis et de député de Vaucluse.

## Mandats
- Maire de Pertuis, du 3 mai 1953 au 5 août 1963
- Député de Vaucluse, de 21 novembre 1962 au 5 août 1963
- Président du syndicat des eaux de la région Durance-Luberon, pour les cantons de Cadenet et Pertuis
- Président du syndicat d’électrification, pour les cantons de Cadenet et Pertuis[1]